# Михаил Николаевич
Михаил Николаевич от рода Романови е член на руското императорско семейство, велик княз. Военен деец, руски офицер – генерал-фелдмаршал. Участник в Руско-турската война (1877 – 1878), главнокомандващ на Действащата руска армия на Кавказкия фронт.

## Живот
Роден е на 6 ноември 1832 г. в Петерхоф, Русия. Той е 4-ти син на император Николай I и Александра Фьодоровна (Шарлота Пруска).
Посвещава се на военното поприще. На 6 декември 1862 г. е назначен за генерал-губернатор на Кавказ и командващ Кавказката армия. Живее в Тифлис.
По време на Руско-турската война (1877 – 1878) е главнокомандващ Действащата руска армия на Кавказкия фронт. С неговото име неизбежно се свързват както успехите, така и неуспехите на военната кампания. Награден с Орден „Свети Георги“ I ст. и повишен във военно звание генерал-фелдмаршал. Напуска длъжността през 1881 г.
От 1881 до 1905 г. е председател на Държавния съвет. От 1905 г. е негов почетен председател.
Инициатор на издаването на „Кавказки сборник“ (1876 – 1912), в който се печатат документи и материали за историята на Кавказките войни.
През 1857 г. в Санкт Петербург на Милионната улица, дом № 6 е построен неговият личен дворец по проект на архитекта А. И. Штакеншнейдер.

## Семейство
На 16 август 1857 г. се жени за принцеса Сесилия фон Баден, дъщеря на великия херцог Леополд I фон Баден и София Шведска. Сесилия приема руското име Олга Фьодоровна и ражда на Михаил 7 деца:
- великия княз Николай Романов (1859 – 1919)
- великата княгиня Анастасия Михайловна (1860 – 1922)
- великия княз Михаил Михайлович (1861 – 1929)
- великия княз Георги Михайлович (1863 – 1919)
- великия княз Александър Михайлович (1866 – 1933)
- великия княз Сергей Михайлович (1869 – 1918)
- великия княз Алексей Михайлович (1875 – 1895)